# All-Star Game de l'NBA 2023
L'All-Star Game de l'NBA de 2023 fou la setanta-dosena edició del partit de les estrelles de la NBA. Se celebrà el 19 de febrer de 2023 al Vivint Arena de Salt Lake City, Utah, seu dels Utah Jazz.

## All-Star Game

### Jugadors
Els quintets inicials del partit es van anunciar el 26 de gener de 2023, mentre que els reserves es van anunciar el dia 2 de febrer. El 10 de febrer es van anunciar els substituts per als tres lesionats.
- Cursiva indica el líder en vots per conferència

| Pos          | Jugador                             | Equip               | Núm. de selec. |
| Cinc inicial | Cinc inicial                        | Cinc inicial        | Cinc inicial   |
| ------------ | ----------------------------------- | ------------------- | -------------- |
| G            | Donovan Mitchell                    | Cleveland Cavaliers | 4              |
| G            | Kyrie Irving                        | Brooklyn Nets       | 8              |
| F            | Giannis Antetokounmpo Plantilla:Cap | Milwaukee Bucks     | 7              |
| F            | Kevin Durant Plantilla:Lesionat     | Brooklyn Nets       | 13             |
| F            | Jayson Tatum                        | Boston Celtics      | 4              |
| Reserves     |                                     |                     |                |
| G            | Jaylen Brown                        | Boston Celtics      | 2              |
| G            | DeMar DeRozan                       | Chicago Bulls       | 6              |
| G            | Tyrese Haliburton                   | Indiana Pacers      | 1              |
| G            | Jrue Holiday                        | Milwaukee Bucks     | 2              |
| F            | Julius Randle                       | New York Knicks     | 2              |
| C            | Bam Adebayo                         | Miami Heat          | 2              |
| C            | Joel Embiid                         | Philadelphia 76ers  | 6              |
| Substituts   |                                     |                     |                |
| F            | Pascal Siakam                       | Toronto Raptors     | 2              |

| Pos          | Jugador                            | Equip                  | Núm. de selec. |
| Cinc inicial | Cinc inicial                       | Cinc inicial           | Cinc inicial   |
| ------------ | ---------------------------------- | ---------------------- | -------------- |
| G            | Stephen Curry Plantilla:Lesionat   | Golden State Warriors  | 9              |
| G            | Luka Dončić                        | Dallas Mavericks       | 4              |
| F            | LeBron James Plantilla:Cap         | Los Angeles Lakers     | 19             |
| F            | Zion Williamson Plantilla:Lesionat | New Orleans Pelicans   | 2              |
| C            | Nikola Jokić                       | Denver Nuggets         | 5              |
| Reserves     |                                    |                        |                |
| G            | Shai Gilgeous-Alexander            | Oklahoma City Thunder  | 1              |
| G            | Damian Lillard                     | Portland Trail Blazers | 7              |
| G            | Ja Morant                          | Memphis Grizzlies      | 2              |
| F            | Paul George                        | Los Angeles Clippers   | 8              |
| F            | Jaren Jackson Jr.                  | Memphis Grizzlies      | 1              |
| F            | Lauri Markkanen                    | Utah Jazz              | 1              |
| C            | Domantas Sabonis                   | Sacramento Kings       | 3              |
| Substituts   |                                    |                        |                |
| G            | Anthony Edwards                    | Minnesota Timberwolves | 1              |
| G            | De'Aaron Fox                       | Sacramento Kings       | 1              |

### Entrenadors
El 30 de gener, es va anunciar que Joe Mazzulla, dels Celtics, seria l'entrenador de l'equip de la Conferència Est (Team Giannis). L'1 de febrer es va conèixer que Michael Malone, dels Denver Nuggets, seria l'entrenador de l'equip de la Conferència Oest (Team LeBron).

### Partit
Per aquesta edició s'utilitzà el mateix format que en l'edició de 2020; l'equip que anotés més punts durant cadascun dels tres primers quarts de 12 minuts rebria un premi en metàl·lic, que es donà a una organització benèfica designada prèviament. L'últim quart, sense cronòmetre, es decidiria a favor del primer equip que arribi o superi una "puntuació objectiu" -la puntuació de l'equip líder en anotació total després dels tres primers quarts més 24 punts-.

## All-Star contest

### Celebrity Game
El Celebrity Game, patrocinat per Ruffles, es disputà el divendres 17 de febrer al Jon M. Huntsman Center de Salt Lake City, un pavelló diferent al principal.
| Jugador                                      | Professió                          |
| -------------------------------------------- | ---------------------------------- |
| Nicky Jam                                    | Icona de la música llatina i actor |
| Jesser                                       | Creador de continguts              |
| Simu Liu                                     | Actor                              |
| DK Metcalf                                   | Jugador de la NFL                  |
| Hasan Minhaj                                 | Còmic                              |
| Janelle Monáe                                | Actriu, cantant i compositora      |
| Arike Ogunbowale                             | Jugadora de l'WNBA                 |
| 21 Savage                                    | Raper                              |
| Ranveer Singh (2)                            | Actor                              |
| Frances Tiafoe                               | Tenista                            |
| Alex Toussaint (2)                           | Atleta                             |
| Capità Honorífic: Dwyane Wade                |                                    |
| Entrenador: Giannis Antetokounmpo            |                                    |
| Entrenador Assistent: Thanasis Antetokounmpo |                                    |
| Entrenador Assistent: Alex Antetokounmpo     |                                    |
| Entrenadora Assistent: Lindsey Vonn          |                                    |

| Jugador                            | Professió                                     |
| ---------------------------------- | --------------------------------------------- |
| Kane Brown (3)                     | Artista 5 vegades guanyadors dels Premios AMA |
| Cordae                             | Raper                                         |
| Diamond DeShields                  | Jugadora de l'WNBA                            |
| Calvin Johnson                     | Exjugador de l'NFL                            |
| Marcos Mion                        | Presentador de televisió                      |
| The Miz                            | Superestrella de la WWE                       |
| Everett Osborne                    | Actor                                         |
| Ozuna                              | Raper                                         |
| Albert Pujols                      | Exjugador de l'MLB                            |
| Guillermo Rodriguez                | Col·laborador de Jimmy Kimmel Live!           |
| Sinqua Walls                       | Actor                                         |
| Capità Honorífic: Ryan Smith       |                                               |
| Entrenador: Lisa Leslie            |                                               |
| Entrenador Assistent: Fat Joe      |                                               |
| Entrenador Assistent: Alex Bregman |                                               |

### Concurs d'habilitats
El 14 de febrer de 2023, es van anunciar els tres equips participants al concurs d'habilitats Kia Skills Challenge:

#### Participants
| Jugador                | Equip           |
| ---------------------- | --------------- |
| Giannis Antetokounmpo  | Milwaukee Bucks |
| Alex Antetokounmpo     | Wisconsin Herd  |
| Thanasis Antetokounmpo | Milwaukee Bucks |

| Jugador         | Equip     |
| --------------- | --------- |
| Jordan Clarkson | Utah Jazz |
| Walker Kessler  | Utah Jazz |
| Collin Sexton   | Utah Jazz |

| Jugador          | Equip           |
| ---------------- | --------------- |
| Paolo Banchero   | Orlando Magic   |
| Jaden Ivey       | Detroit Pistons |
| Jabari Smith Jr. | Houston Rockets |

### Concurs de triples
El 14 de febrer es van anunciar els participants al concurs de triples.
| Post. | Jugador           | Equip                  | Altura | Pes             | Primera ronda | Ronda final |
| ----- | ----------------- | ---------------------- | ------ | --------------- | ------------- | ----------- |
| B     | Tyrese Haliburton | Indiana Pacers         | 1.96 m | 84 kg (185 lb)  |               |             |
| B     | Buddy Hield       | Indiana Pacers         | 1.93 m | 100 kg (220 lb) |               |             |
| B     | Damian Lillard    | Portland Trail Blazers | 1.88 m | 88 kg (194 lb)  |               |             |
|       | Julius Randle     | Nova York Knicks       | 2.03 m | 113 kg (249 lb) |               |             |
|       | Lauri Markkanen   | Utah Jazz              | 2.13 m | 109 kg (240 lb) |               |             |
|       | Jayson Tatum      | Boston Celtics         | 2.03 m | 95 kg (209 lb)  |               |             |
| B     | Kevin Huerter     | Sagrament Kings        | 2.01 m | 90 kg (198 lb)  |               |             |
| B     | Tyler Herro       | Miami Heat             | 1.96 m | 88 kg (194 lb)  |               |             |
| B     | Anfernee Simons   | Portland Trail Blazers | 1.91 m | 82 kg (180 lb)  | DNP           | DNP         |

### Concurs d'esmaixades
El 29 de gener es van revelar els quatre participants en el concurs. Finalment Jericho Sims va reemplaçar al lesionat Shaedon Sharpe.
| Post. | Jugador           | Equip                          | Altura | Pes              | Primera ronda | Ronda final |
| ----- | ----------------- | ------------------------------ | ------ | ---------------- | ------------- | ----------- |
|       | Trey Murphy III   | Nova Orleans Pelicans          | 2.03 m | 93.5 kg (206 lb) |               |             |
|       | Kenyon Martin Jr. | Houston Rockets                | 2.01 m | 98 kg (216 lb)   |               |             |
| B     | Jericho Sims      | Nova York Knicks               | 2.08 m | 113 kg (249 lb)  |               |             |
| B     | Mac McClung       | Delaware Blue Coats (G League) | 1.88 m | 84 kg (185 lb)   |               |             |

### Rising Stars Challenge
El 31 de gener es van anunciar els participants en el torneig, que formaran quatre equips, a més dels entrenadors.

#### Jugadors
| Jugador            | Equipo                |
| ------------------ | --------------------- |
| Paolo Banchero     | Orlando Magic         |
| Jalen Duren        | Detroit Pistons       |
| Tari Eason         | Houston Rockets       |
| AJ Griffin         | Atlanta Hawks         |
| Jaden Ivey         | Detroit Pistons       |
| Walker Kessler     | Utah Jazz             |
| Bennedict Mathurin | Indiana Pacers        |
| Keegan Murray      | Sacramento Kings      |
| Andrew Nembhard    | Indiana Pacers        |
| Jabari Smith Jr.   | Houston Rockets       |
| Jeremy Sochan      | San Antonio Spurs     |
| Jalen Williams     | Oklahoma City Thunder |

| Jugador         | Equipo                |
| --------------- | --------------------- |
| Jose Alvarado   | New Orleans Pelicans  |
| Scottie Barnes  | Toronto Raptors       |
| Ayo Dosunmu     | Chicago Bulls         |
| Josh Giddey     | Oklahoma City Thunder |
| Jalen Green     | Houston Rockets       |
| Quentin Grimes  | New York Knicks       |
| Bones Hyland    | Los Angeles Clippers  |
| Evan Mobley     | Cleveland Cavaliers   |
| Trey Murphy III | New Orleans Pelicans  |
| Alperen Şengün  | Houston Rockets       |
| Franz Wagner    | Orlando Magic         |

| Jugador           | Equipo             |
| ----------------- | ------------------ |
| Sidy Cissoko      | G League Ignite    |
| Mojave King       | G League Ignite    |
| Scoot Henderson   | G League Ignite    |
| Kenneth Lofton    | Memphis Hustle     |
| Mac McClung       | Philadelphia 76ers |
| Leonard Miller    | G League Ignite    |
| Scotty Pippen Jr. | South Bay Lakers   |

#### Equips
| Pos.                            | Jugador            | Equip                | R/S/GL    |
| ------------------------------- | ------------------ | -------------------- | --------- |
| G                               | Jose Alvarado      | New Orleans Pelicans | Sophomore |
| F                               | Paolo Banchero     | Orlando Magic        | Rookie    |
| F                               | Scottie Barnes     | Toronto Raptors      | Sophomore |
| G                               | Jaden Ivey         | Detroit Pistons      | Rookie    |
| G                               | Bennedict Mathurin | Indiana Pacers       | Rookie    |
| F                               | Keegan Murray      | Sacramento Kings     | Rookie    |
| G                               | Andrew Nembhard    | Indiana Pacers       | Rookie    |
| Entrenador honorífic: Pau Gasol |                    |                      |           |
| Entrenador: TBD                 |                    |                      |           |

| Pos.                              | Jugador          | Equip                 | R/S/GL    |
| --------------------------------- | ---------------- | --------------------- | --------- |
| C                                 | Jalen Duren      | Detroit Pistons       | Rookie    |
| F                                 | Tari Eason       | Houston Rockets       | Rookie    |
| G                                 | Josh Giddey      | Oklahoma City Thunder | Sophomore |
| G                                 | Quentin Grimes   | New York Knicks       | Sophomore |
| F                                 | Evan Mobley      | Cleveland Cavaliers   | Sophomore |
| F                                 | Jabari Smith Jr. | Houston Rockets       | Rookie    |
| F                                 | Jeremy Sochan    | San Antonio Spurs     | Rookie    |
| G                                 | Jalen Williams   | Oklahoma City Thunder | Rookie    |
| Entrenador honorífic: Joakim Noah |                  |                       |           |
| Entrenador: TBD                   |                  |                       |           |

| Pos.                                 | Jugador         | Equip                | R/S/GL    |
| ------------------------------------ | --------------- | -------------------- | --------- |
| G                                    | Ayo Dosunmu     | Chicago Bulls        | Sophomore |
| G                                    | Jalen Green     | Houston Rockets      | Sophomore |
| G                                    | AJ Griffin      | Atlanta Hawks        | Rookie    |
| G                                    | Bones Hyland    | Los Angeles Clippers | Sophomore |
| C                                    | Walker Kessler  | Utah Jazz            | Rookie    |
| F                                    | Trey Murphy III | New Orleans Pelicans | Sophomore |
| C                                    | Alperen Şengün  | Houston Rockets      | Sophomore |
| F                                    | Franz Wagner    | Orlando Magic        | Sophomore |
| Entrenador honorífic: Deron Williams |                 |                      |           |
| Entrenador: TBD                      |                 |                      |           |

| Pos.                              | Jugador            | Equip              | R/S/GL   |
| --------------------------------- | ------------------ | ------------------ | -------- |
| G                                 | Sidy Cissoko       | G League Ignite    | Prospect |
| G                                 | Scoot Henderson    | G League Ignite    | Prospect |
| F                                 | Mojave King        | G League Ignite    | Prospect |
| F                                 | Kenneth Lofton Jr. | Memphis Hustle     | Prospect |
| G                                 | Mac McClung        | Philadelphia 76ers | Prospect |
| F                                 | Leonard Miller     | G League Ignite    | Prospect |
| G                                 | Scotty Pippen Jr.  | South Bay Lakers   | Prospect |
| Entrenador honorífic: Jason Terry |                    |                    |          |
| Entrenador: TBD                   |                    |                    |          |